# Most Prek Tamak
Most Prek Tamak je cestovni most koji premošćuje rijeku Mekong u kambodžanskoj provinciji Kandal, 40 km sjeverno od metropole Phnom Penh. 
Izgradnja mosta je dodijeljena kineskoj građevinskoj tvrtci Shanghai Construction General Company dok je kineski veleposlanik Zhang Jinfeng službeno izjavio "da će izgradnja mosta promicati gospodarski razvoj u Kambodži". Most je svečano otvoren 2010. godine nakon 50 mjeseci gradnje dok je vrijednost cijelog projekta iznosila ukupno 43,5 milijuna USD.

## Vanjske poveznice
- Cambodia launches construction of Prek Tamak Bridge over Mekong River
- Prek Tamak Bridge[neaktivna poveznica]
- Open Development Cambodia.net  Arhivirana inačica izvorne stranice od 4. ožujka 2016. (Wayback Machine)